# Merremia hassleriana
Merremia hassleriana är en vindeväxtart som först beskrevs av Robert Hippolyte Chodat och Hassl., och fick sitt nu gällande namn av Emil Hassler. Merremia hassleriana ingår i släktet Merremia och familjen vindeväxter. Inga underarter finns listade i Catalogue of Life.